# Tillandsia diguetii
Espèce
Classification phylogénétique
Tillandsia diguetii Mez & Rol.-Goss. ex Mez est une plante de la famille des Bromeliaceae.
Le terme diguetii est une dédicace au botaniste français Léon Diguet (1859-1926), collecteur de la plante.

## Protologue et Type nomenclatural
Tillandsia diguetii Mez & Rol.-Goss. ex Mez, in Repert. Spec. Nov. Regni Veg. 14: 250 (1916)
Diagnose originale :
« Foliis permanifest[e] bulbose rosulatis, utrinque lepidibus densissime dispositis obtectis canisque; inflorescentia densissime 2-pinnatim panniculata[sic] breviter capituliformi, scapo nullo inter folia intima sessili; bracteis primariis foliaceis omnibus spicas axillares superantibus; spicis flabellatis, sessilibus, 2(-3)-floris; bracteis florigeris laxiuscule sibi incumbentibus, dorso dense lepidotis, sepala superantibus; floribus erectis; sepalis lepidotis, antico libero posticis altiuscule connatis; petalis cum staminibus adhuc ignotis. »
Type : leg. Diguet ; « Mexico occidentalis, prope Manzanillo » ; herb. Mez.
leg. Diguet ; « Mexico occidentalis, prope Manzanillo » ; herb. Mez.
- leg. Diguet, s.n. ; « Mexico bei Manzanillo » ; Holotypus B (B 10 0144791)
- leg. Diguet, s.n. ; « Mexico bei Manzanillo » ; Isotypus B (B 10 0144790)

## Synonymie
(aucune)

## Écologie et habitat
- Typologie : plante herbacée en rosette acaule monocarpique vivace par ses rejets latéraux.
- Habitat :
- Altitude :

## Distribution
- Amérique centrale :
  -  Mexique
    - Ouest du Mexique[1]
    - Colima[2]

## Comportement en culture
Tillandsia diguetii est une plante très rare en culture et donc mal connue de ce point de vue.